# Mahmud I
Mahmud I (ur. 2 sierpnia 1696, zm. 13 grudnia 1754) – sułtan Osmanów od roku 1730 aż do śmierci.
Doszedł do władzy w wyniku buntu janczarów. Prowadził wojny z Persją i Rosją (1736–1739), w 1740 zawarł traktat z Francją.